# Johnson Hagood

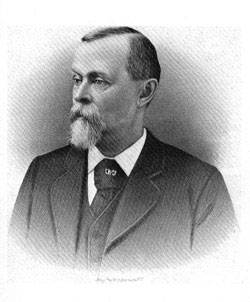
Johnson Hagood

Johnson Hagood (* 21. Februar 1829 in Barnwell, South Carolina; † 4. Januar 1898 ebenda) war ein US-amerikanischer Politiker und von 1880 bis 1882 Gouverneur von South Carolina.

## Frühe Jahre, Bürgerkrieg und politischer Aufstieg
Johnson Hagood war ein Onkel des gleichnamigen Generalmajors Johnson Hagood (1873–1948). Er besuchte zunächst die Richmond Academy in Augusta (Georgia) und absolvierte danach im Jahr 1847 die „Citadel“ Militärakademie in Georgia als bester seiner Klasse. Er studierte Jura und wurde im Jahr 1850 als Anwalt zugelassen, doch zog er das Leben auf einer Plantage dem Beruf des Juristen vor. Hagood war auch in der Nationalgarde aktiv, wo er dem Generalstab angehörte. Außerdem war er 14 Jahre lang Vorsitzender des Besucherausschusses der Citadel Militärakademie. Während des Bürgerkriegs stieg er bis zum Brigadegeneral in der Armee der Konföderation auf. Sein erstes Kommando hatte er als Oberst inne. Er kommandierte die 1st South Carolina Volunteers. Er nahm am Angriff auf Fort Sumter und der Zweiten Schlacht von Bull Run teil. Im Juli 1862 wurde er Brigadegeneral.
Nachdem er 1863 Robert Gould Shaw und dessen schwarzes Regiment (54th Massachusetts Regiment) bei der Zweiten Schlacht von Fort Wagner besiegt hatte, sollen einem 1864 im MacMillan‘s Magazine veröffentlichten Artikel zufolge Offiziere der Union um die Aushändigung des Leichnams Shaws gebeten haben, worauf Hagood geantwortet hätte: 

“We have buried him with his niggers.”

„Wir haben ihn mit seinen Niggern begraben.“

Hingegen berichtet der Augenzeuge John T. Luck, ein Feldchirurg der Unions-Armee, der am Tag von Shaws Begräbnis in konföderierte Kriegsgefangenschaft geriet, Johnson Hagood hätte beim Anblick des gefallenen Shaw persönlich zu ihm, Luck, gesagt: “I knew Colonel Shaw before the war, and then esteemed him. Had he been in command of white troops, I should have given him an honorable burial. As it is, I shall bury him in the common trench, with the negroes that fell with him.” („Ich kannte Oberst Shaw vor dem Krieg und schätzte ihn damals sehr. Hätte er weiße Truppen kommandiert, schiene mir ein ehrenwertes Begräbnis für ihn angemessen. Doch wie die Dinge liegen, werde ich ihn in einem gewöhnlichen Graben begraben lassen zusammen mit den Negroes [bis in die 1960er Jahre kein abwertender Ausdruck], die mit ihm fielen.“)
1881 äußerte sich Johnson Hagood persönlich zu den Vorwürfen auf schriftliche Anfrage von Luis F. Emilio, der als Offizier in Shaws Regiment gedient und am Angriff auf Fort Wagner teilgenommen hatte. Er bestritt Lucks Aussage wie auch die Tatsache, dass Offiziere der Union überhaupt nach der Übergabe von Shaws Leichnam gefragt hätten. Zwar hätte es am 22. Juli während eines Waffenstillstands Verhandlungen gegeben, bei denen ein Austausch verwundeter Gefangener vereinbart worden wäre. Im Verlauf dieser Gespräche sei seitens der Union allerdings lediglich nach dem Leichnam von Colonel Putnam gefragt worden, der daraufhin auch übergeben worden sei.
Während des Überlandfeldzuges (Overland Campaign) 1864, brachte Hagood eine Brigade nördlich von Petersburg, Virginia. Er kämpfte dort unter Major General Robert F. Hoke in den Schlachten von Drewry’s Bluff und Cold Harbor. Er diente als Verteidiger bei der Belagerung von Petersburg bis Dezember 1864, als Hokes Division zum Fort Fisher abkommandiert wurde. Hagood kämpfte vom Fort Anderson (North Carolina) aus während der Schlacht von Wilmington im Februar 1865. Gegen Ende des Krieges diente Hagood unter General Joseph E. Johnston in North Carolina.
Vor seiner Zeit als Gouverneur war Hagood Präsident der Gesellschaft für Landwirtschaft und Handwerk (Agricultural and Mechanical Society). 1876 unterstützte er den Gouverneurswahlkampf von Wade Hampton III. Nach einem erfolglosen Versuch, in das US-Repräsentantenhaus gewählt zu werden, wurde er von 1876 bis 1880 Leiter des Rechnungshofs von South Carolina (Comptroller General).

## Gouverneur von South Carolina
Im Jahr 1880 wurde er als Kandidat der Demokratischen Partei mit 96 % der Stimmen zum neuen Gouverneur gewählt. In seiner zweijährigen Amtszeit versuchte er, die Wirtschaft in Schwung zu bringen. Außerdem wurden Duelle für alle Angestellte im öffentlichen Dienst verboten. Die Citadel Militärakademie, die seit dem Ende des Bürgerkriegs geschlossen war, wurde in seiner Amtszeit wieder eröffnet.

## Lebensabend
Gouverneur Hagood verzichtete im Jahr 1882 auf eine mögliche Wiederwahl. Stattdessen zog er sich auf seine Plantage zurück. Allerdings kehrte er noch zweimal als Vorsitzender des Landwirtschaftsausschusses auf die politische Bühne zurück. Er starb Anfang Januar 1898.